# Unidos de Santa Rita
Unidos de Santa Rita é uma escola de samba de Nova Iguaçu, sediada no bairro de mesmo nome
Em 2009, foi a terceira escola a desfilar no carnaval da cidade, ao contar a história de Caramuru,  com um samba considerado pela crítica como "didático".  Acabou ficando em último lugar entre 11 escolas, sendo rebaixada para o grupo de acesso.
Em 2011, foi a quinta e última escola do desfile de domingo, primeiro dia do Carnaval de Nova Iguaçu. No ano de 2013, o intérprete Cléber, que estava há anos na escola, transferiu-se para a Palmeirinha, sendo substituído por Jorginho da Flor, que estava na Flor de Iguaçu.
Em 2015, por um trágico acidente ocorrido na Via Light, local onde ocorre atualmente os desfiles em Nova Iguaçu, o Carnaval do 1° Grupo das Escolas de Samba de Nova Iguaçu foi cancelado. Antes do ocorrido, as escolas do 2° Grupo das Escolas de Samba de Nova Iguaçu haviam realizado com êxito seus desfiles, sendo lidas então suas respectivas notas no dia 10 de Março de 2015. Se sagrou Campeã do 2° Grupo das Escolas de Samba de Nova Iguaçu.

## Segmentos

### Presidentes
| Nome           | Mandato      | Ref. |
| -------------- | ------------ | ---- |
| José Fernandes | ?-atualidade |      |

### Diretores
| Ano  | Diretor de Carnaval | Diretor de Harmonia | Mestre de bateria | Ref. |
| ---- | ------------------- | ------------------- | ----------------- | ---- |
| 2014 | Gabriel Mello       | Paulo               | Bolinha           |      |
| 2015 | Gabriel Mello       | Paulo               | Leonardo Mello    |      |
| 2016 | Gabriel Mello       | Paulo               | Leonardo Mello    |      |

### Coreógrafo
| Ano  | Nome     | Ref. |
| ---- | -------- | ---- |
| 2014 | Maurício |      |

### Casal de Mestre-sala e Porta-bandeira
| Ano  | Nome | Ref. |
| ---- | ---- | ---- |
| 2014 |      |      |

### Corte de bateria
| Ano  | Rainha | Madrinha | Ref. |
| ---- | ------ | -------- | ---- |
| 2014 |        |          |      |

## Carnavais
| Ano  | Colocação            | Grupo    | Enredo | Carnavalesco    | Ref. |
| ---- | -------------------- | -------- | --- | --------------- | ---- |
| 2006 | 4° Lugar             |          | |                 |      |
| 2007 | 6° Lugar             |          | |                 |      |
| 2008 |                      |          | O Mundo Encantado de Lobato |                 |      |
| 2009 | 11º lugar            | 1-ABESNI | Caramuru - 500 anos das características do Brasil |                 |      |
| 2010 | Campeã               | 1-ABESNI | Antigos Carnavais |                 |      |
| 2011 | 10º lugar            | ÚNICO    | Quem sou eu? quem é você? | Sílvio César    |      |
| 2012 | 5º lugar             | ÚNICO    | Salam alcikum - A África de alá | Juninho         |      |
| 2013 | Não houve competição |          | Intérprete:Jorginho da Flor | Sandro Muchacho |      |
| 2014 | 15º lugar            | ÚNICO    | De Daniel Eduardo da Silva a Daniel da Padaria uma história de lutas conquistas e vitórias Intérprete:Jorginho da Flor                                                |                 | .    |
| 2015 | Vice-campeã          | Acesso   | "Com irreverência e alegria que não sai da minha mente, inspiração para o meu samba... Eu também sou diferente e São Clemente!" Intérprete: Anderson, Bla e Renatinho | André Policarpo |      |
| 2016 |                      |          | "As Margens da História, Trilhando Progressos - Nova Iguaçu: Um Encanto de Cidade!"                                                                                   | André Policarpo |      |